# نووبالاکوو
نووبالاکوو (انگلیسی: Novobalakovo) یک شهرک در شهرستان چکماگوشفسکی استان باشقیرستان کشور روسیه است.